# EMac
eMac – komputer firmy Apple wprowadzony 29 kwietnia 2002 r., będący linią rozwojową komputera iMac. Seria eMac skierowana jest na rynek edukacyjny (stąd nazwa). Pierwsza wersja w jednolitej białej obudowie.
Do najważniejszych zmian należą: płaski monitor 17 cali (w miejsce wybrzuszonego 15"), oraz procesor PowerPC G4 w miejsce G3, a także znacznie mocniejsze głośniki (18W w miejsce 2,5). Całość (łącznie z monitorem i głośnikami), podobnie jak w komputerach iMac, w zintegrowanej obudowie (+ klawiatura i mysz) wykonanej z polikarbonatu.
Modele komputera eMac różniły się między sobą budową wewnętrzną płyty głównej. Pierwsze modele miały możliwość rozszerzenia pamięci w standardzie SD RAM do 1GB, następne (od 2004 roku) DDR RAM do 2 GB. Montowane procesory miały kolejno 700 MHz, 800 MHz i 1 GHz wyposażone były w kartę graficzną Nvidia GeForce2 MX, później ATI Radeon 7500, a następne modele miały taktowanie 1,25 GHz (ATI Radeon 9200) i 1,42 GHz (ATI Radeon 9600).
Komputery były wyposażone w karty sieciowe (LAN i Wi-Fi Airport); modem; 3xUSB; 2xFirewire; 1xMini-VGA. Systemy operacyjne wspierające architekturę PowerPC i działają na eMac:
– Mac OS 9; Mac OS X (10.3 Panther, 10.4 Tiger, 10.5 Leopard)
– MorphOS
– ArOS
– Linux
Produkcję zakończono 5 lipca 2006 roku.